# Робер II (Бургундия)
Робер II (на немски: Robert II; * 1248, † 21 март 1306) е херцог на Бургундия през 1272 – 1305 г. от Старата бургундска династия.

## Живот
Робер II е третият син на херцог Хуго IV († 27 октомври 1272) и първата му съпруга Йоланда (Йоланта, † 30 октомври 1248), дъщеря на граф Роберт III от Дрьо († 1234). Баща му е също титулярен крал на латинското Солунско кралство от 1266 до 1272 г.
Робер II наследява през 1272 г. баща си понеже двамата му по-големи братя са умрели без наследници. Той получава Бургундското херцогство, графствата Осон и Шалон и претенцията за Солунското кралство. Същата година той става Велик шамбелан на Франция. От 1273 до 1280 г. той е регент на Дофине, през 1285 г. става господар на Понтарлие. Той е също пер на Франция.
Робер участва през 1285 г. в Арагонския кръстоносен поход, също и в няколко походи против Фландрия през 1297 г., 1302 г. и 1304 г.
Робер II е погребан, както години по-късно и съпругата му, в манастира „Кито“. Той е наследен от сина си Хуго V под регентството на майка му.

## Фамилия
Робер II се жени през пролетта на 1279 г. за принцеса Агнеса Френска (1260 – 1327), дъщеря на френския крал Луи IX (упр. 1226 – 1270) и Маргарита Прованска. Те имат децата:
- Йохан (* 1279, † 1283);
- Маргарете (* 1285, † пр. 1290);
- Бланш (Бланка) (* 1288, † 28 юли 1348), ∞ 1307 граф Едуард от Савоя († 1329)
- Маргьорит Бургундска (* 1290, † удушена 1315) – омъжена за 1305 Луи X († 1316), 1305 крал на Навара, 1314 крал на Франция;
- Жана (Куцата) (* 1293, † 1348/49) ∞ 1313 Филип VI († 1350), 1325 граф на Валоа, 1328 крал на Франция;
- Хуго V (* 1294, † 1315), от 1306 херцог на Бургундия, титулярен крал на Солун, пер на Франция;
- Одо IV (* 1295, † 1350) от 1315 херцог на Бургундия, 1316 – 1321 титуляркрал на Солун, княз на Ахая, 1330 пфалцграф на Бургундия и граф на Артоа, ∞ 1318 Жана III, пфалцграфиня на Бургундия, дъщеря на крал Филип V
- Лудвиг (* 1297, † 1316) 1315 титуляркрал на Солун, 1313 граф на Ахая и Мореа ∞ 1313 Матилда от Хенегау (* 1293, † 1331), 1301 княгиня на Ахая и Мореа
- Мария (* 1298) ∞ 11 февруари 1310 Едуард I от Бар († 1336) (Дом Скарпон)
- Роберт (* 1302, † 19 октомври 1334), 1321 граф на Тонер

- Маргарита
- Бланш
- Жана
- Одо